# Saint-Félix-de-Sorgues
 Saint-Félix-de-Sorgues  là một xã ở tỉnh Aveyron, thuộc vùng Occitanie ở miền nam nước Pháp.